# Serra de Imataca
A Serranía de Imataca, é uma formação terrestre na região do Planalto das Guianas, isto é, localiza-se desde o centro este até o extremo este do estado de Bolívar e do estado Delta Amacuro, e ao mesmo tempo ao extremo leste da Venezuela. Sua altura esta desde os 250 até os 750 m de altura.
Este concentra uma grande porção de elementos ferríferos e outros minerais da região guayanesa. A Serra Imataca se estende do este central do estado bolivarense até o sudoeste do estado Delta Amacuro e esta se forma em conjunto com o maciço das Guianas num arredor de 3.000 milhões de anos, isto é, esta Serra e o resto do maciço guayanés têm o título de ser uma das formações mais antigas sobre o planeta Terra.
O clima na Serra varia entre 18º e 28°C.
Nesta serra, encontra-se a harpia, ave do município de Padre Pedro Chien, portanto, o território da Serra é protegido, mas neste município se quer e se respeita esta ave em perigo de extinção, que tem como lar esta serra e seus arredores.